# Wojniłowszczyzna (obwód grodzieński)
Wojniłowszczyzna (biał. Вайнілаўшчына, Wajniłauszczyna; ros. Войниловщина, Wojniłowszczina) – chutor na Białorusi, w obwodzie grodzieńskim, w rejonie iwiejskim, w sielsowiecie Bakszty.

## Warunki naturalne
Wojniłowszczyzna położona jest nad Izledzią, wewnątrz Puszczy Nalibockiej – największego kompleksu leśno-bagiennego Białorusi i na terenie Nalibockiego Rezerwatu Krajobrazowego.

## Historia
W XIX i w początkach XX w. zaścianek położony w Rosji, w guberni wileńskiej, w powiecie oszmiańskim.
W dwudziestoleciu międzywojennym kolonia leżąca w Polsce, w województwie nowogródzkim, w powiecie stołpeckim, w gminie Naliboki. W 1921 miejscowość liczyła 45 mieszkańców, zamieszkałych w 8 budynkach, wyłącznie Polaków. 43 mieszkańców było wyznania rzymskokatolickiego i 2 prawosławnego.
Po II wojnie światowej w granicach Związku Sowieckiego, w którym miejscowość została administracyjnie rozdzielona – zachodnia część weszła w skład obwodu mińskiego, natomiast wschodnia w skład obwodu grodzieńskiego. Od 1991 w niepodległej Białorusi.